# 柏景灣、帝柏海灣

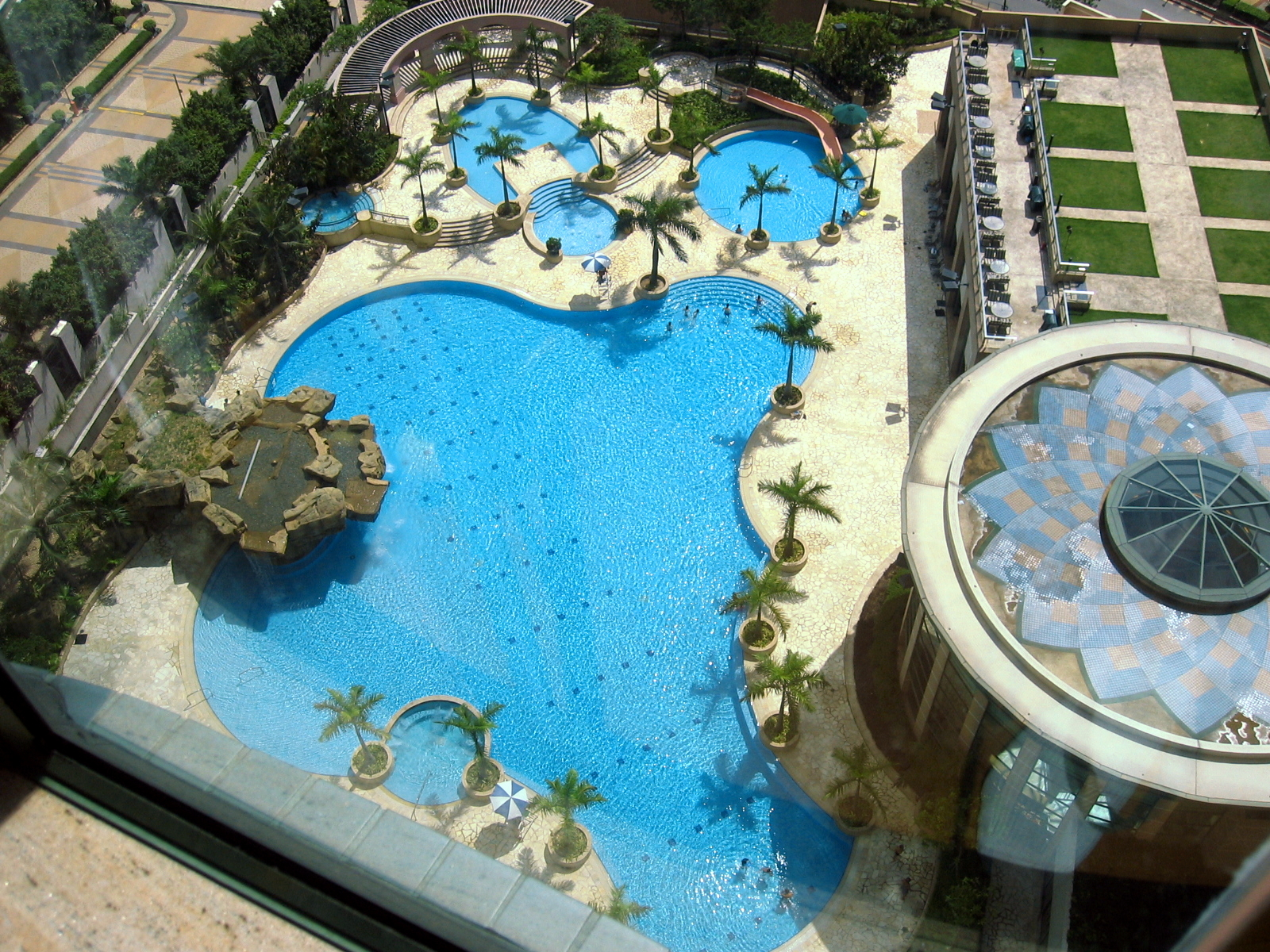
從柏景灣上望會所園林泳池

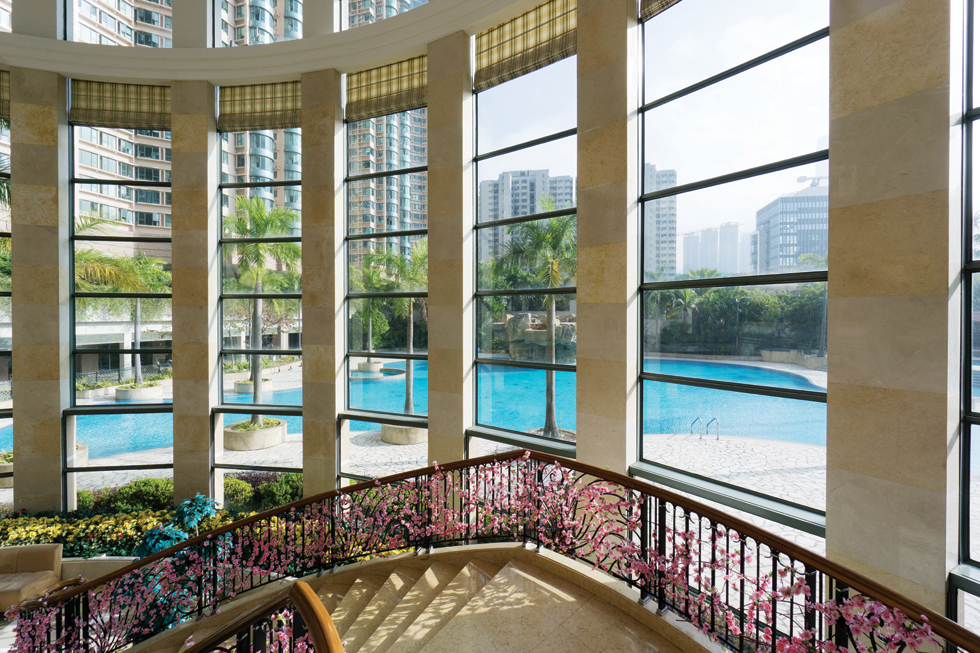
住客會所

柏景灣（英語：Park Avenue）及帝柏海灣（英語：Central Park），是香港油尖旺區海庭道的大型私人住宅項目。由王董建築師事務所設計，項目發展商為地鐵公司（今港鐵公司）及信和置業、中銀香港、嘉里建設、中國海外發展。屋苑於1999年11月開售，在2001年落成。
屋苑位處港鐵奧運站上蓋，前往香港西九龍站和中環商業區均相當快捷，亦可沿港鐵東涌線轉乘迪士尼線和機場快線直達香港迪士尼樂園和香港國際機場。屋苑基座為奧海城二期商場及巴士總站，設有多條小巴、巴士線及的士站往來多區。
景觀方面，不少單位可享壯闊海景景觀，遠眺西九文化區、港島西以至大嶼山一帶。由於居住環境不俗，吸引不少中產家庭及專業人士入住。根據2021年香港人口普查，在540個主要屋苑家庭月入中位數排名中，柏景灣及帝柏海灣的家庭月入中位數分別為$66,750 (全港第40位) 及$80,140（全港第13位）。

## 歷史
八十年代末，政府提出《香港機場核心計劃》。為了配合發展赤鱲角機場，分別在九龍以西及港島中區填海造地，以興建連接新機場的道路及鐵路，以及作為其他發展用途。當中以西九龍填海工程規模最大，橫跨油尖旺區及深水埗區。位處大角咀西，屬於東涌綫沿綫的奧運站一帶，就是新填海地之一。

## 屋苑簡介
屋苑屬奧運站上蓋物業發展第二期項目，與維港灣合稱為奧運三寶。
柏景灣及帝柏海灣由9幢樓高35至46層（43樓至52樓）住宅大廈組成，共提供2,936個單位，其中800個為面積由618至645平方呎兩房單位，另外800個為980至1,127平方呎。屋苑另設24個相連及複式單位，面積由1,315至2,256平方呎。
柏景灣為9座住宅大廈的第6至第10座，合共提供1,592個單位。
帝柏海灣為9座住宅大廈的第1至第5座（不設4座），合共提供1,344個單位。

## 價格
由於發展及配套完善，近年屋苑單位價格屢創新高。
2019年7月9日，帝柏海灣第1座頂層複式戶，實用面積1,969呎，以6,280萬元沽出，呎價31,894元，呎價及樓價創屋苑新高。
2021年7月22日，柏景灣第7座51樓D室，實用面積1,577呎，以4,280萬元成交。
2024年12月13日，柏景灣第6座52樓B室，實用面積1,777呎，以4,346.8萬元成交。

## 平台花園
柏景灣及帝柏海灣的園林綠化空間近80萬呎，設有3個不同主題的公園。當中包括為紀念1996年香港奪取第一面奧運金牌而設計之10萬呎的公共空間「奧運公園」；以及住客專用的以法式宮庭園林設計，佔地三萬呎的「桃麗園」及意大利唯美主義設計之12萬呎「布加斯公園」。

## 住客會所
柏景灣及帝柏海灣擁有大型豪華會所，會所命名為「帝柏灣會所」，面積達15萬平方呎，設施包括歐陸式園林室外泳池、25米室內暖水泳池、桑拿室、蒸氣室、乒乓球室、羽毛球場、籃球場及排球場、網球場、壁球場、健身室、桌球室、跳舞室、高爾夫球練習室、燒烤場、兒童遊戲室及自修室等。會所亦提供不同康體課程及工作坊，供住戶報名參加。
由於柏景灣較早興建，因此帝柏海灣建成後，管理公司曾向柏景灣住戶收取大額的會所工程費。

## 著名業主
- 林奮強
- 魏綺珊
- 余潔雯
- 劉國良

## 鄰近學校
- 學之園幼稚園 (奧運)
- 油蔴地天主教小學（海泓道）
- 保良局陳守仁小學
- 大角咀天主教小學(海帆道)
- 路德會沙崙學校
- 中華基督教會銘基書院
- 香港管理專業協會李國寶中學
- 香港專上學院

## 鄰近住宅
鄰近屋苑包括維港灣、帝峯．皇殿、海富苑、富榮花園、海桃灣、一號銀海、瓏璽、君匯港、利奧坊等。

## 鄰近建築
- 西九龍政府合署
- 中央駐港國安公署總部 (興建中)
- 香港紅十字會總部
- 滙豐中心
- 中銀中心
- 海庭道聯用綜合大樓 (擬建)
- 櫻桃街公園

## 圖集

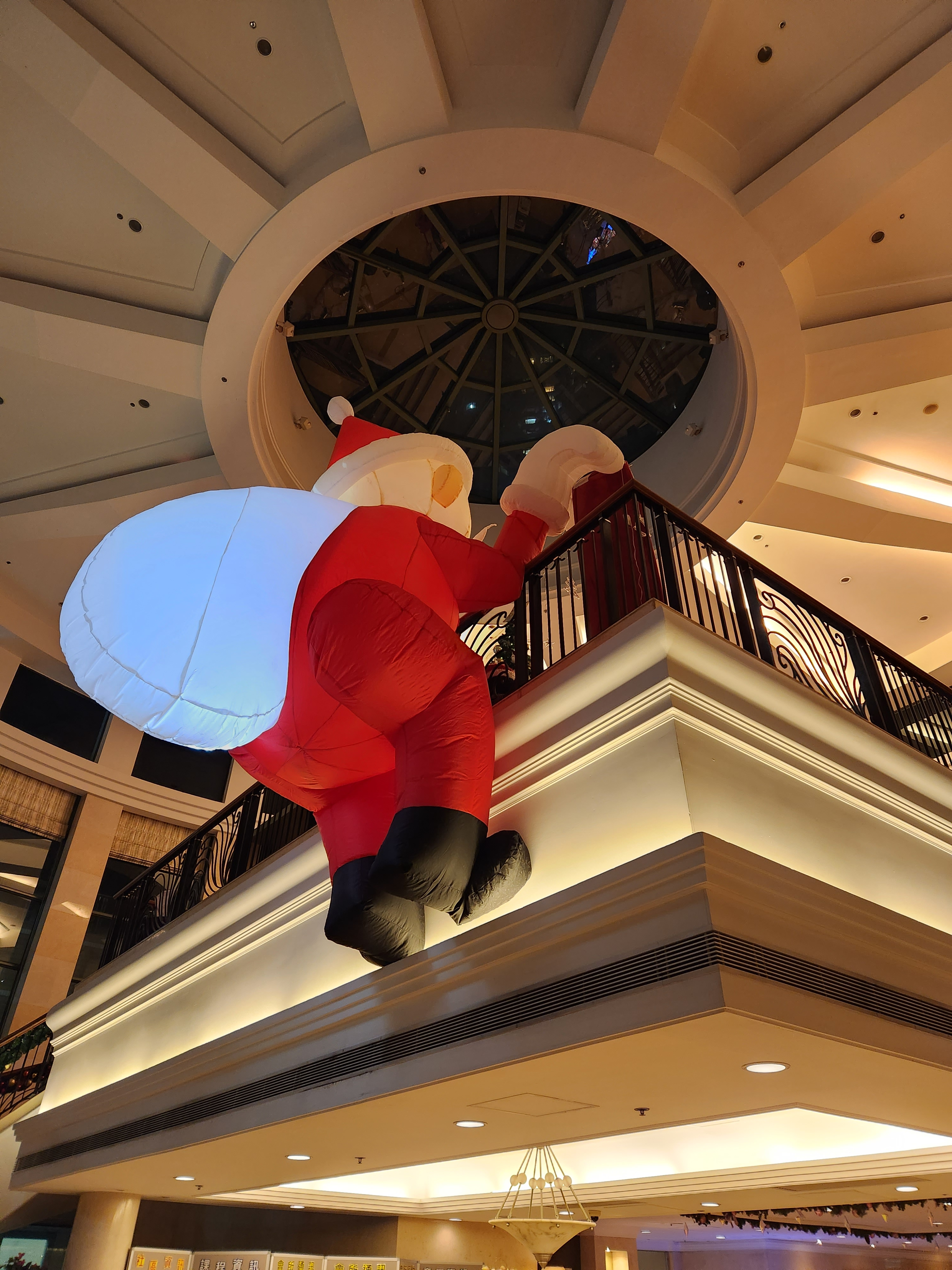
住客會所聖誕裝飾
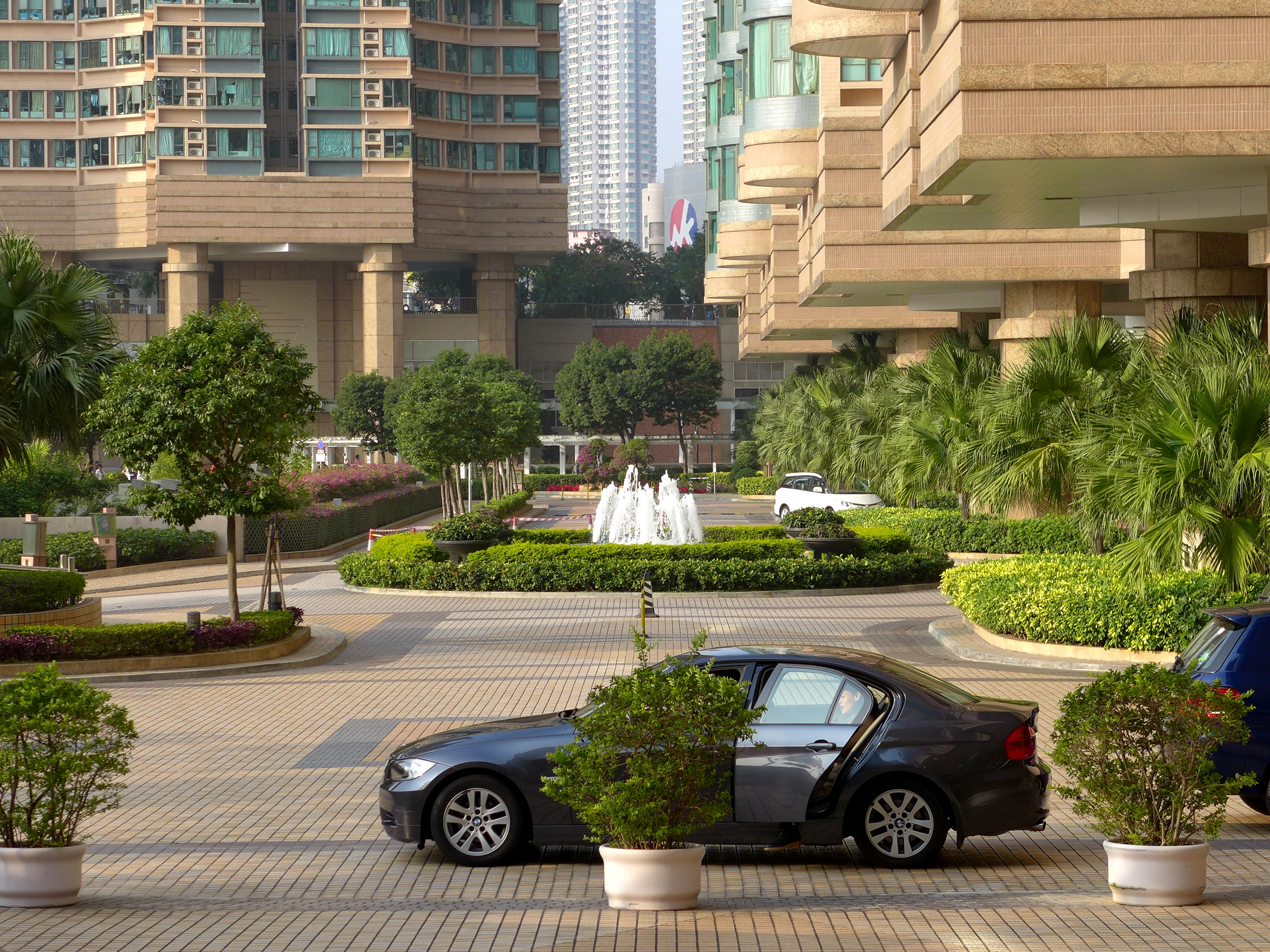
柏景灣行車通道
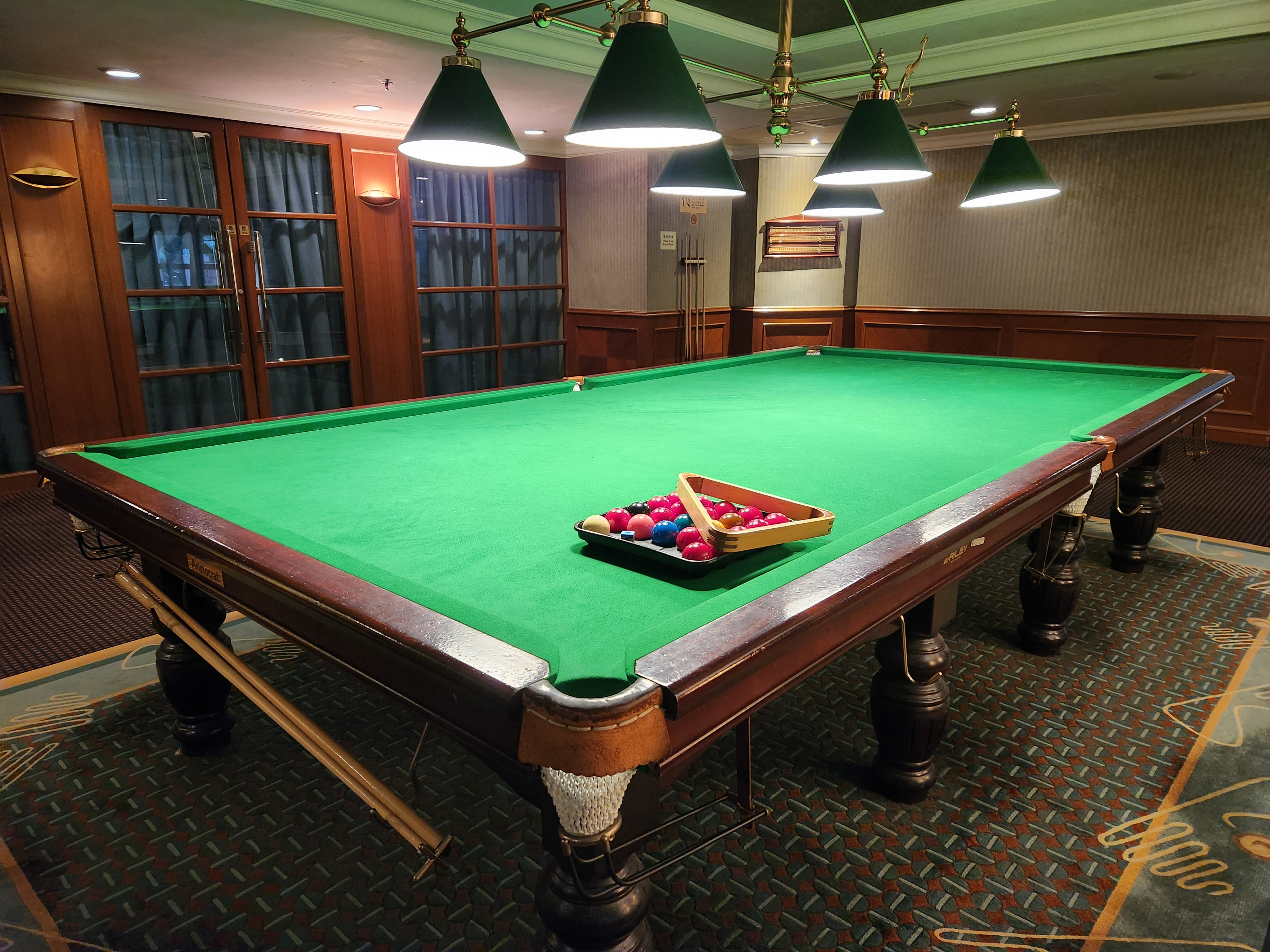
桌球室
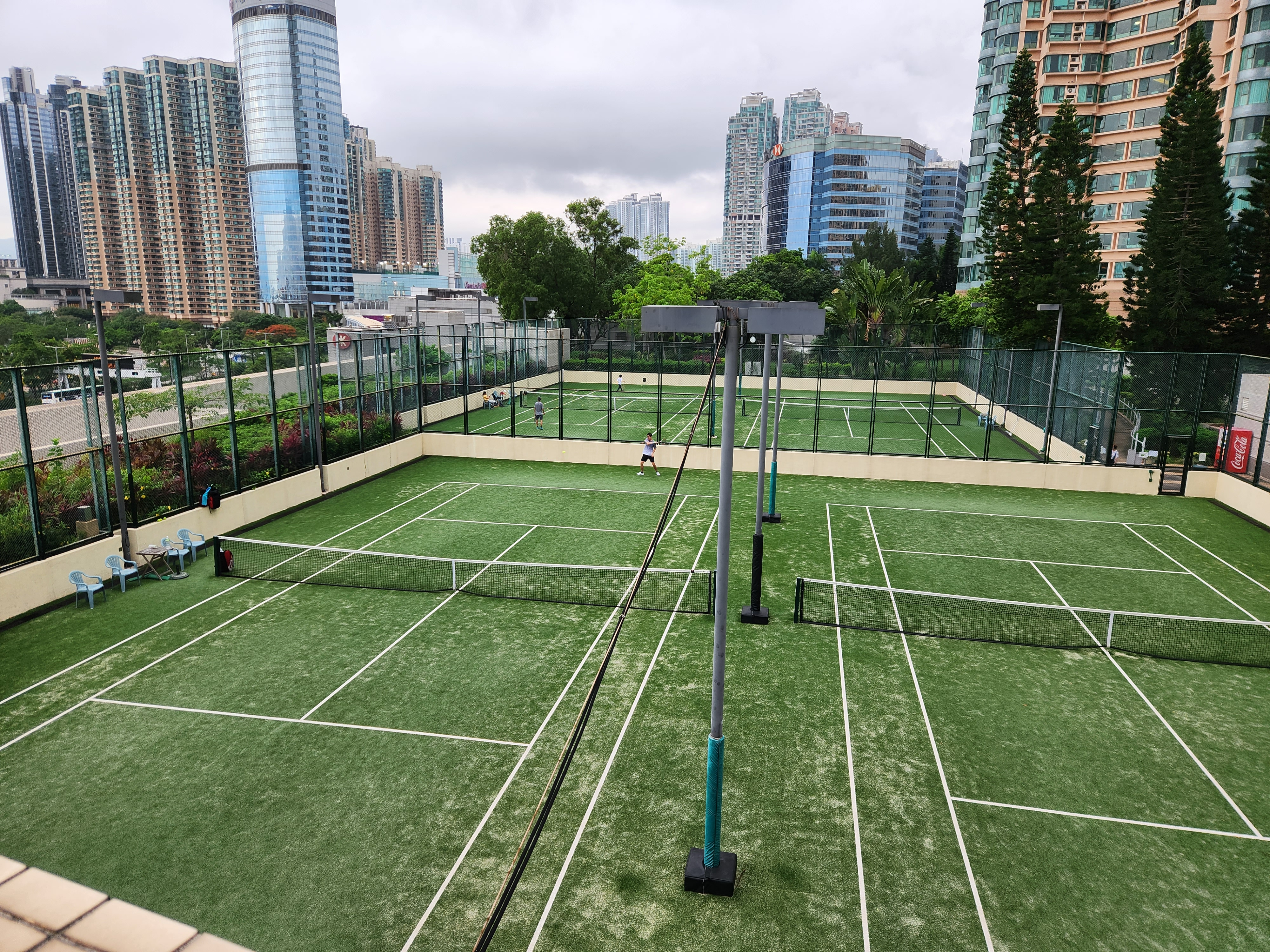
網球場
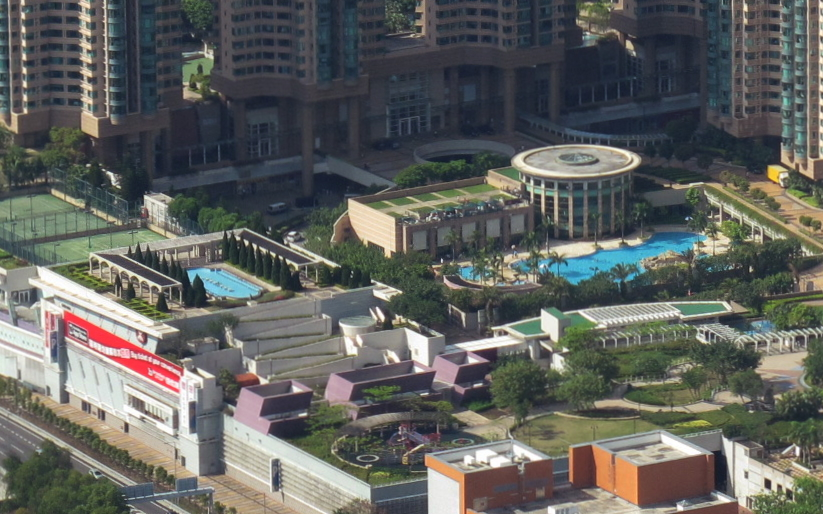
園林綠化空間

## 外部参考
- 帝柏海灣及柏景灣地圖 （页面存档备份，存于）